# Little Island (Neuseeland)
Little Island ist eine Insel im Taiari / Chalky Inlet, im Süden der Südinsel von Neuseeland befindlich.

## Geographie
Die rund 22,1 Hektar große und bis zu 64 m hohe Insel befindet sich im westlich des Taiari/Chalky Inlets. Sie besitzt eine Länge von rund 905 m in Südsüdwest-Nordnordost-Richtung und eine maximale Breite von 485 m in Westnordwest-Ostsüdost-Richtung. Das Festlandufer nähert sich der Insel an ihrer nördlichen Seite bis auf rund 90 m. Im Westsüdwesten der Insel erstreckt sich der North Port in die gleiche Richtung und in südwestsüdlicher Richtung schließt sich nach 130 m die große Nachbarinsel Great Island an.
Little Island ist komplett bewaldet.